# Simay
Simay ist ein türkischer, hauptsächlich weiblicher Vorname.
Der Name Simay kommt aus dem Türkischen und setzt sich aus den Wortteilen silber (sim) und Mond (ay) zusammen. Der Name bedeutet übertragen also „glänzender Mond“ oder „silberner Mond“.
Simay ist ein sehr seltener Name. Besonders in Deutschland sind nur vereinzelte Personen mit dem Vornamen Simay bekannt.
Er ist nicht mit dem alttestamentlichen Namen Simei zu verwechseln, der eine andere Bedeutung und Herkunft hat.